# Resolutie 2139 Veiligheidsraad Verenigde Naties
Resolutie 2139 van de Veiligheidsraad van de Verenigde Naties werd op 22 februari 2014 unaniem aangenomen door de VN-Veiligheidsraad. De resolutie eiste van de strijdende partijen in Syrië dat ze noodhulpverlening aan de noodlijdende bevolking zouden toelaten, alsook het geweld tegen die bevolking zouden staken.

## Achtergrond
In 2011 braken in navolging van andere Arabische landen ook in Syrië protesten uit tegen het regime. Dat regime van president Bashar al-Assad probeerde de protesten met harde hand neer te slaan, waarbij duizenden doden vielen. Eind 2011 stelde de Arabische Liga een vredesplan voor en stuurde waarnemers, maar dat plan mislukte. Van VN-kant werden verscheidene resoluties van de Veiligheidsraad geblokkeerd door Rusland en China. In februari 2012 werd voormalig secretaris-generaal Kofi Annan aangesteld als bemiddelaar. Zijn plan hield een staakt-het-vuren in dat op 10 april 2012 moest ingaan, en waarop VN-waarnemers zouden toezien. Twee weken later werd hiertoe de UNSMIS-missie met 300 ongewapende militaire waarnemers opgericht.

## Inhoud

### Waarnemingen
Men was ontsteld over het geweld in Syrië, dat toen reeds honderdduizend doden had geëist, waaronder tienduizend kinderen. Honderdduizenden burgers zaten vast in belegerd gebied en nog eens drie miljoen in moeilijk bereikbare gebieden. Hun humanitaire situatie ging snel achteruit.
Men was ook bezorgd over het grote aantal vluchtelingen. Landen als Libanon, Jordanië, Turkije, Irak en Egypte werden bedankt voor het opvangen van meer dan 2,4 miljoen ervan. Ook werden de lidstaten bedankt voor het toezeggen van 1,8 miljard euro op de Syrië-conferentie in Koeweit op 15 januari 2014.
De partijen werden opgeroepen het geweld, dat zoveel leed veroorzaakte, onmiddellijk te stoppen en Syriës werelderfgoedplaatsen te beschermen. Ook werden terreuraanslagen door groepen en personen gelinkt aan Al Qaida sterkt veroordeeld.

### Handelingen
De wijdverspreide mensenrechtenschendingen werden zwaar veroordeeld; daaronder moord, verminking, verkrachting, aanvallen op scholen en ziekenhuizen, willekeurige arrestaties, marteling en het gebruik van menselijke schilden. Er werd van alle partijen geëist dat het geweld werd beëindigd, ongeacht waar het vandaan kwam, en dat ze zouden stoppen met het gebruik van zware wapens in bevolkte gebieden.
Ook moesten ze – de Syrische autoriteiten in het bijzonder – de bepalingen in het communiqué van de voorzitter van de Veiligheidsraad van 2 oktober 2013 uitvoeren door onder meer noodhulpverlening te faciliteren.
Verder moesten ze de belegering van onder meer de oude stad van Homs, Nubl en Zahra (Aleppo), Madamiyet Elsham nabij Damascus, Yarmouk (Damascus), Oost-Ghouta nabij Damascus, Darayya nabij Damascus en andere plaatsen opgeven, de levering van noodhulp en medische zorg toelaten en de bevolking beschermen. Scholen en ziekenhuizen moesten gedemilitariseerd worden. Willekeurig gearresteerde personen moesten onmiddellijk worden vrijgelaten, te beginnen met vrouwen, kinderen, zieken, gewonden en bejaarden.
Ten slotte werd gewezen op de noodzaak van een politieke oplossing, waartoe op 22 januari 2014 onderhandelingen waren gestart in Montreux.

## Verwante resoluties
- Resolutie 2059 Veiligheidsraad Verenigde Naties (2012)
- Resolutie 2118 Veiligheidsraad Verenigde Naties (2013)
- Resolutie 2165 Veiligheidsraad Verenigde Naties
- Resolutie 2170 Veiligheidsraad Verenigde Naties

Lijst ·  2133 ·  2134 ·  2135 ·  2136 ·  2137 ·  2138 ·  2139 ·  2140 ·  2141 ·  2142 ·  2143 ·  2144 ·  2145 ·  2146 ·  2147 ·  2148 ·  2149 ·  2150 ·  2151 ·  2152 ·  2153 ·  2154 ·  2155 ·  2156 ·  2157 ·  2158 ·  2159 ·  2160 ·  2161 ·  2162 ·  2163 ·  2164 ·  2165 ·  2166 ·  2167 ·  2168 ·  2169 ·  2170 ·  2171 ·  2172 ·  2173 ·  2174 ·  2175 ·  2176 ·  2177 ·  2178 ·  2179 ·  2180 ·  2181 ·  2182 ·  2183 ·  2184 ·  2185 ·  2186 ·  2187 ·  2188 ·  2189 ·  2190 ·  2191 ·  2192 ·  2193 ·  2194 ·  2195